# 戴偉浚
戴偉浚（英文名：Dai Weijun、前稱：Dai Wai Tsun，1999年7月25日—），綽號猶戴，生於香港，中國足球運動員，司職中場，現時效力中超球會上海申花。

## 經歷
戴偉浚生於香港，在前香港青年軍的父親耳濡目染下，於4歲開始接觸足球，6歲時為他報名參加足球班，再在8歲時，加入由父親與幾位球員家長合資創辨的球隊小南國，後來小南國獲老牌球會東方贊助，並用上東方的名義參賽，而戴偉浚就順理成章成為東方青年軍。2008年，戴偉浚為爭取更多出國比賽的機會，選擇加入香港巴塞足球學校，成為該校首批學員。
戴偉浚年少時曾經就讀於聖若瑟小學。到中學階段時，戴偉浚的父親很快就發覺香港的教育並不適合兒子，考慮後在11歲時舉家移居到英國，接受更高水平的足球訓練。抵步後，戴偉浚加盟英冠球會雷丁青訓學院，同時就讀私立學校布萊菲爾德學院。2016年加盟伯里，1年后和伯里签下职业合同，并完成职业生涯首秀。在伯里一共出场11次，打进1球。 2018年8月，他转会牛津联。 2019年7月10日下午，英超狼队官方宣布，签下了中国球员戴伟浚。1999年7月出生的戴伟浚和狼队签下了一份为期2年的合同，狼队有延长1年合同的选项。 2020年7月15日，戴伟浚加盟深圳市足球俱乐部。
戴偉浚已於2022年1月8日取得中華人民共和國護照，並把相關文件交予中國足協辦理轉換協會會籍手續。他于2022年1月27日首次代表國足上陣。

## 球會生涯

### 貝利
最終戴偉浚在其經理人推薦下，在英甲球會貝利試腳成功，並在兩年間在青年軍站穩陣腳。在2017年的5月，貝利宣佈因應他於青年軍的好表現，與他簽署生涯首份職業合約，成為繼香港名宿張子岱後第二名在英國球壇獲職業合約的香港出生球員。由於戴偉浚擁有香港及英國雙重護照，所以他不需要工作證便可在英國職業聯賽上陣。在貝利的季前集訓中，戴偉浚獲四場上陣機會，期間有兩場正選並貢獻一助攻，於是貝利在7月18日宣布與他續約3年至2020年。
結果，戴偉浚不負所望，於8月5日主場對華素爾的賽季揭幕戰，在59分鐘後備入替歷奇·阿祖斯，迎來職業球員生涯的處子戰，最終協助貝利以1–0勝出，成為相隔逾半世紀後，繼當時效力處於英格蘭最頂級聯賽球會黑池名宿張子岱以來，第二位在英國職業聯賽亮相和第五名登陸歐洲賽場的香港出生球員。在8月11日，主場越級挑戰英冠球會新特蘭的聯賽盃首圈，正選上陣擔當進攻中場位置，戰至72分鐘由碧福特入替，結果貝利以0–1落敗出局。8月20日，他在聯賽第3輪主場以2–3不敵布里斯托流浪中，錄得職業生涯首次助攻，8月26日，他於作客羅奇代爾的英甲賽事，職業生涯首度在聯賽正選上陣，至51分鐘被調離場，9月2日，他在主場對斯肯索普的聯賽，首度在聯賽沒有被派遣上陣。
在9月9日，作客洛達咸的聯賽，戴偉浚首度未能進入大軍名單。9月19日，他在英格蘭聯賽錦標賽重獲正選，代表貝利迎戰同級球會羅奇代爾，雖然他職業生涯首次踢足90分鐘，但最終貝利主場以0–4落敗，由於貝利在聯賽護級區掙扎中，因此通常起用較有經驗的球員，令戴偉浚再沒有上陣機會。1月9日，他在主場迎戰費列活特的英格蘭聯賽錦標第3圈，在半場後備入替占士漢臣，更於55分鐘乘費列活特門將拍出不遠，在禁區內抽射破網追成2–3，成為繼張子岱後第二名能夠在英國職業賽事取得進球的香港球員，可惜貝利最終以仍2–3出局。結果貝利在4月15日主場不敵諾咸頓後，提前4輪宣告護級失敗降落英乙。

### 牛津聯
2018年8月9日，英甲牛津聯宣佈，成功從貝利簽入戴偉浚，雙方簽約兩年。2019年1月30日，戴偉浚被外借至荷乙球隊烏德勒支青年隊直至季尾。

### 狼隊
2019年7月10日，英超球隊狼隊宣佈，成功從牛津聯簽入戴偉浚，來季將為U23球隊出戰，簽約兩年，並未有透露轉會費。

### 深圳隊
2020年7月16日，中超球隊深圳佳兆业宣佈戴偉浚加盟，成为第十三位加盟中超联赛的香港球員，身穿8號球衣，並使用普通話拼音簡寫（Dai W.J.）印上自己名字。
7月26日，戴偉浚在對陣廣州富力的比賽中首次代表深圳佳兆业一隊在中超賽場上先發上場，並在74分鐘被換走，成為繼吳偉超及陳俊樂後第三位在中超登場的香港華人球員，且協助球隊最終大勝3：0。8月29日，戴偉浚在對陣廣州富力的比賽中首次在中超取得入球。
2022年3月，傳媒報道戴偉浚遭深圳佳兆业拖欠薪金半年，已透過律師向中國足協申請仲裁，希望回復自由身，並缺席季前集訓。有傳媒認為事件的起因是上海上港希望羅致戴偉浚，此舉令深圳佳兆业兩年多來一手協助戴偉浚落戶轉籍的工作白費心機。

2023年5月，戴偉浚追討欠薪被深圳国际仲裁院判勝訴，深圳隊方面需要在10日內向戴偉浚發放所拖欠的薪金。但與他的轉會事宜沒有影響，因為中國足協不承認此次欠薪裁決，戴偉浚能否立即轉會，要等待他向中國足協申請恢復自由身的仲裁結果。

### 上海申花
2023年6月，戴伟浚终获自由身，并于同月28日加盟上海申花。他将身穿9号球衣。

### 深圳新鹏城
2024年7月15日，戴伟浚租借加盟深圳新鹏城，租期半年，他将身披23号球衣。

## 國際賽生涯
雖然戴偉浚移居英國多年，但他仍持有香港特區護照，於2013年獲香港足球總會徵召到香港青少年代表隊，參加南京亞青運及中國濰坊希望盃等青少年國際賽事。在2017年5月，18歲的他獲貝利給予職業合約成為一隊球員後，在6月回港獲安排隨香港U22代表隊訓練10日，為香港隊教練團留下良好的印象，而教練團亦與戴偉浚父親戴文康聯絡，希望戴偉浚將能代表大小港腳出戰亞洲盃外圍賽及亞青盃外圍賽，最終經考慮球會及其家人意願下，不想影響其專注性，不需要他在年內回香港，而香港亦暫緩徵召他，当时，戴偉浚在港接受傳媒專訪時，表明作為香港人當然想代表香港，但現在他有職業合同，如非A級賽事便要看球會肯不肯放人，現階段他會專心貝利的比賽。

### 向香港隊報稱受傷，但被揭發參加中國隊集訓
2018年10月，戴偉浚獲選香港隊對泰國及印尼的大軍名單，但報稱受傷而無法參賽。可是，在香港隊公佈決選名單不久後，牛津聯表示戴偉浚將与父母一同赴荷兰跟隨轩迪克率领的中國U21足球隊操練一段時間，而戴偉浚的Instagram動態也上載了自己赴当地的機票。事件引來大批香港網民抨擊，認為戴偉浚詐傷，實際是希望透過跟操進入中國U21隊。事後戴偉浚删除動態，仍然入選2019年東亞足球錦標賽第二圈香港隊初選名單，但網民仍對他惡評如潮。

### 落户内地
2020年8月，隨着戴偉浚在中超接連有出色表現，不斷有消息流傳深圳佳兆業已著手幫助完成轉藉手續，傳媒亦指戴偉浚希望能夠代表中國隊出戰。他翌月接受访问时亲承：“如果有机会代表国足出战的话，我会很荣幸。手续还在办理，俱乐部还在帮我办。”
2022年1月7日，戴伟浚入选中国国家男子足球队大名单。据悉戴伟浚已经放弃香港永久居民身份，正式落户中国内地。1月27日在中國隊作客0:2不敵日本的世界盃外圍賽中，戴伟浚於64分鐘後備入替鄭錚，完成在中國隊首秀。
2023年9月，戴伟浚入選中国隊出戰亞運會的決選名單。

## 球場以外
由於戴偉浚在其9歲至12歲時都是效力東方青年軍，使他一直都支持東方，他曾表示如果將來有機會回流香港，亦只會效力東方。2017年11月初，他回港領取成人身份證時，獲東方總監梁守志送贈印有戴偉浚名字的東方復刻版球衣。
戴偉浚的英文名字「Tsun」對英國人發音比較難，所以英国的隊友和教練團多數會叫他「T」或「T-sun」。戴偉浚在首間職業球會貝利的號碼為25號，是因為1999年7月25日是他的生日。

## 職業生涯數據

### 球會
最後更新：24 Sep 2020.
| 球會           | 球季         | 聯賽               | 聯賽               | 足總盃               | 足總盃               | 聯賽盃           | 聯賽盃           | 其他 | 其他 | 總數 | 總數 |
| 球會           | 球季         | 上陣               | 入球               | 上陣                 | 入球                 | 上陣             | 入球             | 上陣 | 入球 | 上陣 | 入球 |
| 英格蘭         | 英格蘭       | 英格蘭足球甲級聯賽 | 英格蘭足球甲級聯賽 | 英格蘭足總盃         | 英格蘭足總盃         | 英格蘭足球聯賽盃 | 英格蘭足球聯賽盃 | 其他 | 其他 | 總數 | 總數 |
| -------------- | ------------ | ------------------ | ------------------ | -------------------- | -------------------- | ---------------- | ---------------- | ---- | ---- | ---- | ---- |
| 貝利           | 2017–18      | 8                  | 0                  | 0                    | 0                    | 1                | 0                | 2    | 1    | 11   | 1    |
| 牛津聯         | 2018–19      | 0                  | 0                  | 0                    | 0                    | 0                | 0                | 0    | 0    | 0    | 0    |
| 荷蘭           | 荷蘭         | 荷蘭乙組足球聯賽   | 荷蘭乙組足球聯賽   | 荷蘭盃               | 荷蘭盃               | －               | －               | 其他 | 其他 | 總數 | 總數 |
| 烏德勒支青年隊 | 2018–19      | 12                 | 0                  | 0                    | 0                    | －               | －               | 0    | 0    | 12   | 0    |
| 英格蘭         | 英格蘭       | 英超B甲級聯賽      | 英超B甲級聯賽      | 英格蘭足球聯賽錦標賽 | 英格蘭足球聯賽錦標賽 | －               | －               | 其他 | 其他 | 總數 | 總數 |
| 狼隊U23        | 2019–20      | 4                  | 0                  | 2                    | 1                    | －               | －               | 0    | 0    | 6    | 1    |
| 中國           | 中國         | 中國足球超級聯賽   | 中國足球超級聯賽   | 中國足協盃           | 中國足協盃           | －               | －               | 其他 | 其他 | 總數 | 總數 |
| 深圳佳兆業     | 2020         | 17                 | 1                  | 0                    | 0                    | －               | －               | 0    | 0    | 17   | 1    |
| 職業生涯總數   | 職業生涯總數 | 41                 | 1                  | 2                    | 1                    | 1                | 0                | 2    | 1    | 46   | 3    |

## 榮譽
貝利青年隊
- 蘭開夏郡足總盃亞軍（英语：Lancashire FA Challenge Trophy）（2016–17季度）[27]
- 蘭開夏郡足總盃冠軍（英语：Lancashire FA Challenge Trophy）（2017–18季度）

上海申花
- 中國足協盃冠軍 : 2023

## 註腳
1. ↑  戴偉浚於2018被徵召入港隊時報稱有傷，但隨後卻被媒體揭發他早已加入中國U21代表隊，因此被香港球迷以他的姓氏諧音揶揄他為猶大，喻指他背叛港隊[1][3]。

## 外部連結
- 戴偉浚的Instagram帳戶
- Transfermarkt（页面存档备份，存于）
- 深圳一隊球員註冊資料（页面存档备份，存于）
- 貝利一隊球員註冊資料[永久]